# SN 1999do
SN 1999do – supernowa typu Ia odkryta 20 sierpnia 1999 roku w galaktyce M+05-54-03. W momencie odkrycia miała maksymalną jasność 18,00m.